# Malzow-Bahn
| Sergei Iwanowitsch Malzow auf seiner Schmalspurbahn |                           |                                        |                                        |
| Ehemaliger Streckenverlauf |                           |                                        |                                        |
| Streckenlänge: | 204 km                    |                                        |                                        |
| Spurweite: | 914 mm (engl. 3-Fuß-Spur) |                                        |                                        |
| Streckengeschwindigkeit: | 16 km/h                   |                                        |                                        |
| |                           |                                        |                                        |
| \| \| Werst \| \| \| \| \| 104 \| Pessotschnja Песочня \| Pessotschnja Песочня \| \| \| \| von Schachta Шахта \| \| \| \| 85 \| Ljudinowo Людиново \| Ljudinowo Людиново \| \| \| 67 \| Sukreml Сукремль \| Sukreml Сукремль \| \| \| \| von Iwot Ивот \| \| \| \| 42 \| Djatkowo Дятьково \| Djatkowo Дятьково \| \| \| 28 \| Ljubochna Любохна \| Ljubochna Любохна \| \| \| 0 \| Radiza Радица \| Radiza Радица \| \| \| \| Orjol–Wizebsk-Bahn, Орловско–Витебская \| \| |                           |                                        |                                        |
| | Werst                     |                                        |                                        |
| Kopfbahnhof Streckenanfang (Strecke außer Betrieb) | 104                       | Pessotschnja Песочня                   | Pessotschnja Песочня                   |
| Abzweig geradeaus und von links (Strecke außer Betrieb) |                           | von Schachta Шахта                     | von Schachta Шахта                     |
| Bahnhof (Strecke außer Betrieb) | 85                        | Ljudinowo Людиново                     | Ljudinowo Людиново                     |
| Bahnhof (Strecke außer Betrieb) | 67                        | Sukreml Сукремль                       | Sukreml Сукремль                       |
| Abzweig geradeaus und von rechts (Strecke außer Betrieb) |                           | von Iwot Ивот                          | von Iwot Ивот                          |
| Bahnhof (Strecke außer Betrieb) | 42                        | Djatkowo Дятьково                      | Djatkowo Дятьково                      |
| Bahnhof (Strecke außer Betrieb) | 28                        | Ljubochna Любохна                      | Ljubochna Любохна                      |
| Kopfbahnhof Streckenende (Strecke außer Betrieb) | 0                         | Radiza Радица                          | Radiza Радица                          |
| Bahnhof quer |                           | Orjol–Wizebsk-Bahn, Орловско–Витебская | Orjol–Wizebsk-Bahn, Орловско–Витебская |

Die Malzow-Bahn (russisch Мальцовская железная дорога, Malzowskaja schelesnaja doroga; ab etwa 1925 Урицкая железная дорога, Urizkaja schelesnaja doroga) war eine private Schmalspurbahn mit einer Spurweite von 914 mm (3 Fuß), die von 1877 bis 1883 für die Bedürfnisse der Fabriken des Malzow-Industriegebiets in den russischen Verwaltungseinheiten Orjol, Smolensk und Kaluga gebaut wurde.

## Geschichte
Am 14. April 1876 beschloss die Malzower Industrie- und Handelsgesellschaft auf ihrer Hauptversammlung einstimmig den Bau einer Eisenbahn zur privaten Nutzung. Die in Aussicht gestellte private Nutzung vereinfachte die technischen und finanziellen Genehmigungsverfahren. Aus Geldmangel konnte aber erst ein Jahr später mit dem Bau begonnen werden, nachdem der Bau einer Schmalspurbahn am 20. Mai 1877 genehmigt worden war und nachdem der Finanzminister Michael von Reutern der Gewährung eines Darlehens in Höhe von 500.000 Rubel zugestimmt hatte.
Bevor Sergei Iwanowitsch Malzow mit dem Bau der Strecke begann, bereiste er trotz seines fortgeschrittenen Alters die gesamte Strecke und legte die Streckenführung fest. Der Bau der Eisenbahn ging zügig voran. Um den Arbeitern ein Vorbild zu sein, ging Sergej Iwanowitsch diesen Weg mit ihnen: „Ich musste mit ihnen und den Pferden in Hütten leben, im Regen nass werden, im Schnee schlafen. Gemeinsam mit ihnen legte ich Schwellen und Schienen.“
Der erste, etwa 85 km lange Abschnitt führte vom Werk in Radiza bis zum Dorf Ljudinowo. Er wurde im November 1877 eröffnet und wurde später zur Hauptstrecke des Streckennetzes. Alle Brücken wurden aus Holz gebaut. Auf dem Abschnitt Raditsa-Ljudinovo wurden 112 Brücken und zwei Rohrleitungen gebaut, von denen eine aus Holz und die andere aus Gusseisen war. Alle Brücken waren eingleisig. Als Stützen dienten eingerammte Pfahlreihen aus 3, 4 oder 5 Pfählen.
Es gab 42 Bahnübergänge, von denen acht an den Hauptverkehrsstraßen beschrankt waren. Die 38 Bahnwärterhäuschen wurden aus Holz gebaut, mit Schindeln gedeckt und durch russische Öfen mit Ofenbank beheizt. Als Schienen für den Streckenbau wurden in 5-Pfund-Schienen aus dem Ausland bestellt, und dann begannen die Maltsow-Werke mit der Produktion eigener 6-Pfund-Schienen. Diese Schienen wurden auf 51 Werst (54,4 km) des gesamten Abschnitts Lyudinovo-Raditsa verlegt, auf dem Rest der Strecke wurden alte Eisenbahnschienen vom Regierungstyp mit einem Gewicht von 22 bis 23 Pfund verwendet, um den Bau der Strecke zu beschleunigen.
Die Schienenstöße der 6-Pfund-Schienen wurden mit genieteten Laschen zusammengehalten, aber angesichts der Kosten und Schwierigkeiten des Kaltnietens, das hochwertiges Material erforderte, wurden sie nur auf einem kurzen Abschnitt verwendet. Später wurden alle Verbindungen mittels Schrauben hergestellt. Die Bahn kostete Malzow 9500 Rubel pro Werst, zusammen mit dem rollenden Material, was die Summe von etwa 2 Millionen Rubel ergab. Die Bahn erleichterte die Lieferung von Roh- und Halbfabrikaten von einer Fabrik zur anderen.

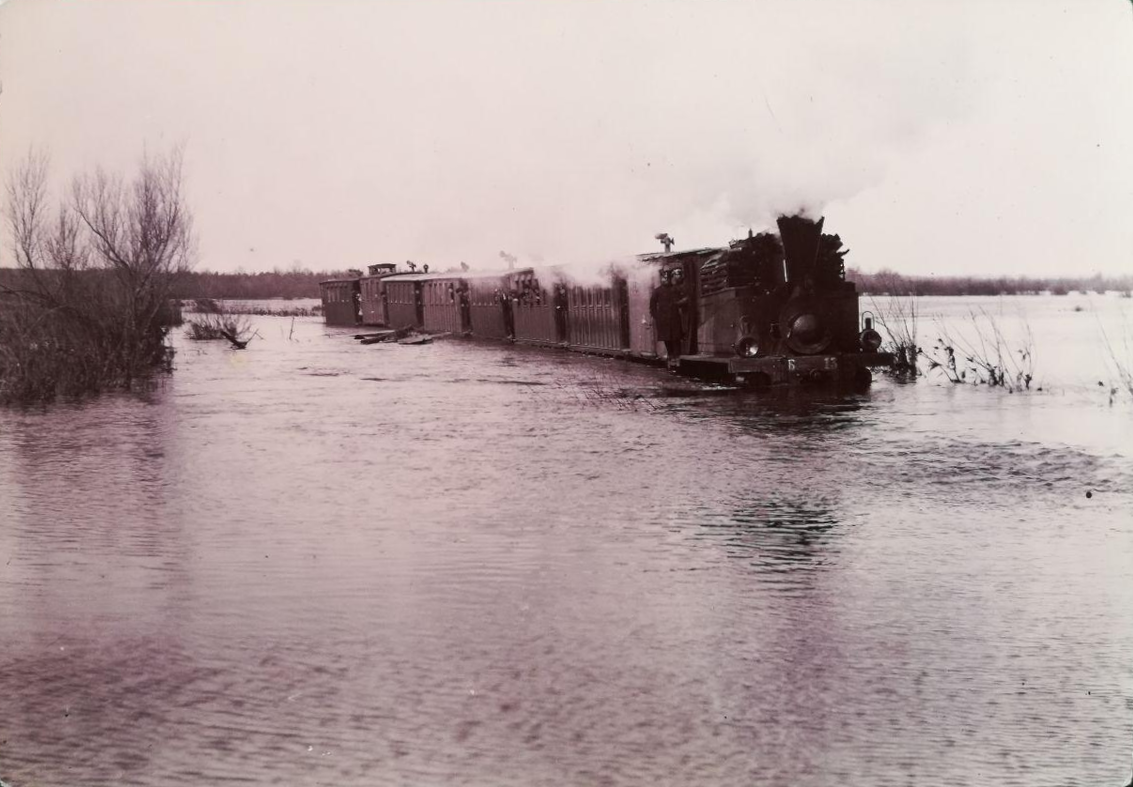
Bahnbetrieb trotz der jährlich wiederkehrenden Überschwemmungen auf der Strecke Tsementny-Ljubochna (Цементный-Любохна)

Ab dem 1. Januar 1914 verfügte die eingleisige Strecke über 32 Stationen, von denen 23 zum Ein- und Aussteigen von Fahrgästen dienten. Im Jahr 1915 wurde die Malzow-Bahn in das öffentliche Netz aufgenommen. Im Jahr 1921 wurde sie an den staatlichen der Maltsow-Werks-Trust  (Государственные Мальцовские заводы) übertragen.
Zu Beginn der 1920er Jahre wurde zwischen dem Bahnhof Shakhta und dem Bahnhof Paliki der Moskau-Kiew-Woronesch-Eisenbahn ein 10 Werst langer Abschnitt gebaut, um den kürzesten Zugang zu den Produkten des Lyudinovsky-Werks auf dem Hauptstreckennetz zu gewährleisten. 1925 wurde beschlossen, eine Breitspurbahn vom Bahnhof Urizkaja (ehemals Raditsa, heute Malzewskaja) in der Stadt Brjansk bis zum Bahnhof Djatkowo zu bauen. Im September 1925 wurde mit dem Bau begonnen, im März 1927 wurde der Breitspur-Verkehr von Radiza nach Djatkowo eröffnet. Die Breitspurstrecke verlief neben der Schmalspurbahn oder direkt auf der Trasse der Schmalspurbahn.
Mit dem Ausbau des Breitspur-Eisenbahnnetzes Mitte der 1930er Jahre wurde der Einsatz von Schmalspurbahnen praktisch eingestellt. Die letzten Abschnitte wurden Anfang der 1970er Jahre abgebaut.

## Streckenverlauf
Die Malzow-Bahn begann an der Station Radiza Wagonnaja der Bahnstrecke Orlowsko–Witebskaja und verlief entlang des Flusses Bolwa nach Norden über Ljubochna, Djatkowo, Sukreml, Ljudinowo nach Pessotschnja. Die Gesamtlänge betrug 104 Werst. Außerdem gab es von Ljudinowo eine Abzweigung nach Schachta, in der Nähe des Dorfes Usta, am Ufer des Flusses Gizdra (Länge: 30 Werst), und von Djatkowo eine Abzweigung nach Iwot (Länge: 20 Werst). Die Gesamtlänge der ganzen Bahn betrug 204 Werst.

## Schienenfahrzeuge

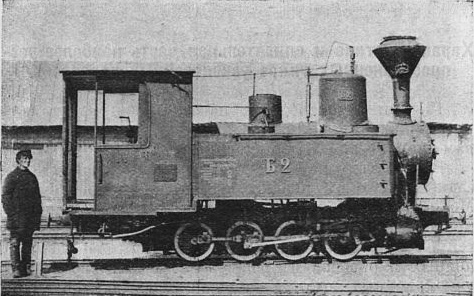
Eine der ersten russischen Schmalspurbahnlokomotiven für den gemischten Personen- und Güterverkehr

Die ersten Lokomotiven hatten keinen Tender und seitliche Wasserkästen. Die Wagen hatten eine Nutzlast von 500 Pfund. Schließlich gab es 26 Dampflokomotiven, 461 Güterwagen und 142 Drehgestellwagen einschließlich 52 Personenwagen.
Die Postzüge fuhren mit 15 Werst pro Stunde, Personenzüge mit 12,5 Werst pro Stunde und Güterzüge mit 10 Werst pro Stunde. Nachts führten die Züge keine Personenwagen.